# Elizabeth Maconchy
Elizabeth Maconchy (Broxbourne (Hertfordshire), 19 de marzo de 1907 - 11 de noviembre de 1994) fue una compositora inglesa, conocida por sus trece cuartetos para cuerdas. Le concedieron el título de Dama comendadora de la Orden del Imperio Británico.

## Biografía
Maconchy empezó a componer a los seis años. Luego de la Primera Guerra Mundial, su familia se mudó a Irlanda. Allí, tomó clases de piano y su maestro le aconsejó estudiar en el Royal College of Music en Londres, lo que Maconchy hizo a partir de los 16 años. Entre su maestro se encontraban Arthur Alexander, Charles Wood y Ralph Vaughan Williams. Su estilo musical se desarrolló rápidamente, lo que atrajo la atención de algunos de los músicos más famosos de aquella época, incluyendo a Henry Joseph Wood, Donald Francis Tovey y Gustav Holst.
Maconchy se interesó por la música contemporánea de Europa Central, particularmente en Béla Bartók, Alban Berg y Leoš Janáček. A recomendación de Vaughan Williams, Maconchy continuó sus estudios en Praga, donde se estrenó su concierto para piano en 1930, interpretado por Erwin Schulhoff. Ese mismo, Henry Wood estrenó la pieza orquestal de Maconchy The Land. También contrajo matrimonio con William LeFanu.
En 1932, Maconchy contrajo tuberculosis. Ella se mudó al campo y supuestamente se curó gracias a su voluntad. Ella fue nombrada Comandante del Imperio Británico en 1977. El último de sus cuartetos para cuerdas, llamado Quartetto Corto, fue escrito en 1984. Maconchy fue nombrada dama comendadora de la Orden del Imperio Británico en 1987. Vivió durante por muchos años en Boreham (Essex). Maconchy fue Presidente del Composers Guild (Gremio de Compositores) y de la Society for the Promotion of New Music (Sociedad para la Promoción de Nueva Música). Muchos músicos han expresado que ella fue una inspiración para ellos.
Elizabeth Maconchy murió el 11 de noviembre de 1994 a los 87 años en Norwich.

## Obras
En 1930, su concierto para piano y su pieza orquestal The Land fueron estrenadas. En 1933, escribió su primer cuarteto para cuerdas, el primero de trece que fueron escritos en un periodo de más de 50 años. Ese mismo año, su quinteto para oboe y cuerdas ganó un premio en la Competencia de Música de Cámara de The Daily Telegraph y fue grabado poco después por Helen Gaskel y Griller Quartet en HMV.
Luego de las dificultades de los años de guerra, Maconchy recibió una gran cantidad de comisiones y compuso gran cantidad de música para orquesta, grupos de cámara y voces. Escribió tres óperas de un acto:
- The Sofa (1957)
- The Departure (1961)
- The Three Strangers (1967)

Otros de sus trabajos son:
- Heloise and Abelard (cantata)
- Música para Gerard Manley Hopkins
- Música para los sonetos de Petrarca y John Millington Synge My Dark Heart.
- Sea, Moon and Stars (1977) para soprano y piano.